# Gymnographopsis
Gymnographopsis es un género de hongo liquenizado de la familia Graphidaceae.